# Boissy-Mauvoisin
Boissy-Mauvoisin è un comune francese di 629 abitanti situato nel dipartimento degli Yvelines nella regione dell'Île-de-France.

## Società

### Evoluzione demografica
Abitanti censiti